# Spesbach
Spesbach ist ein Ortsteil der Ortsgemeinde Hütschenhausen im Landkreis Kaiserslautern in Rheinland-Pfalz.

## Lage
Spesbach liegt im Landstuhler Bruch. Baulich ist er mittlerweile mit dem Nachbarort Katzenbach zusammengewachsen. Durch den Ort fließt der Eichenbach, der südlich des Siedlungsgebiets in den Schwarzbach mündet. Zu Spesbach gehören außerdem noch die Wohnplätze Rothenfelderhof und Simserhof. Im Süden erstreckt sich das Naturschutzgebiet Schachenwald.

## Geschichte
Bei seiner ersten urkundlichen Erwähnung im Jahr 1214 lautete der Ortsname Spethisbach. Bis 1798 war der Ort Bestandteil der Kurpfalz. Von 1798 bis 1862 gehörte der Ort zum Kanton Landstuhl. Ab 1816 war er außerdem Bestandteil des Königreich Bayern. Von 1818 bis 1862 gehörte er dem Landkommissariat Homburg an; aus diesem ging das Bezirksamt Homburg hervor. Da ein Teil des Bezirksamts – einschließlich Homburg selbst – 1920 dem neu geschaffenen Saargebiet zugeschlagen wurde, wechselte der Ort ins Bezirksamt Kaiserslautern und wurde bis 1938 von einer in Landstuhl ansässigen Bezirksamtsaußenstelle verwaltet. 1938 wurde der Ort in den Landkreis Kaiserslautern eingegliedert. Nach dem Zweiten Weltkrieg wurde Spesbach innerhalb der französischen Besatzungszone Teil des damals neu gebildeten Landes Rheinland-Pfalz. Im Zuge der ersten rheinland-pfälzischen Verwaltungsreform wurde Spesbach am 7. Juni 1969 nach Hütschenhausen eingemeindet.

## Infrastruktur
Durch Spesbach verlaufen die Landesstraße 356 sowie die Kreisstraße 3. Nordöstlich des Ortes liegt außerdem die Bundesautobahn 62. Mit dem Gasthaus Pletsch, einer Hofanlage und der protestantischen Pfarrkirche stehen vor Ort insgesamt drei Objekte unter Denkmalschutz. Mit dem Sportverein Spesbach 1920 eV existiert vor Ort zudem ein Fußballverein.

## Söhne und Töchter des Ortes
- Georg Philipp Schmitt (1808–1873), Maler
- Julius Kohl (1884–nach 1936), Chemiker und Manager der Chemischen Industrie
- Gernot Ruof (* 1964), Fußballspieler